# Lista de membros de Gold City
Esta é a lista completa de Integrantes e Formações de Gold City. Ao todo, 32 cantores, 14 pianistas e outros 21 músicos passaram pelo grupo, divididos em 35 formações no decorrer dos mais de 40 anos de carreira do Gold City. Tim Riley é o componente que mais tempo esteve com o grupo, de 1980 a 2004 e de 2009 a 2014, totalizando 29 anos. Os integrantes que menos permaneceram no grupo foram Dallas Gilliland, Harold McVey, Larry Goddard, Byron Stewart, Curtis Broadway e Chris Cooper, com uma média de três meses. Suas formações (1ª, 2ª, 15ª e 24ª) também foram as que menos permaneceram, não gravando nenhum álbum. Além destas, a 21ª, 26ª e a 31ª não gravaram nenhum álbum. A formação que mais tempo permaneceu sem alteração foi a 8ª, com Brian Free, Ivan Parker, Mike LeFevre, Tim Riley e Garry Jones, que permaneceu por 7 anos inalterada (de 1985 a 1992).

## Integrantes

### Integrantes Atuais
- 1º tenor - Thomas Nalley (2015-Presente)
- 2º tenor - Bruce Taliaferro (2008-2010, 2020-Presente)
- Barítono - Daniel Riley (2002-Presente)
- Baixo - Chris West (2014-Presente)
- Pianista - G.W. Southard (2018-Presente)

### Ex-Integrantes
1º Tenor
- Bob Oliver (1980-1982)
- Brian Free (1982-1983; 1984-1993)
- Benny Blackburn (1983-1984)
- Jay Parrack (1994-2004)
- Steve Ladd (2004-2009)
- Chris Cooper (2009)
- Joshua Cobb (2009-2010)
- Brent Mitchell (2010-2011)
- Dan Keeton (2011-2013)
- Robert Fulton (2013-2015)

2º Tenor
- Jerry Ritchie (1980-1983)
- Bill Crittendon (1983-1984)
- Ivan Parker (1984-1993)
- Steve Lacey (1993-1994)
- David Hill (1994-1996)
- Jonathan Wilburn (1996-2008)
- Craig West (2010-2011)
- Jerry Pelfrey (2011-2013)
- Chip Pullen (2013-2016)

Barítono
- Ken Trussell (1980-1983)
- Jerry Ritchie (1983-1985)
- Mike LeFevre (1985-1992)
- Steve Lacey (1992-1993)
- Mark Trammell (1994-2002)

Baixo
- Dallas Gilliland (1980)
- Harold McVey (1980)
- Tim Riley (1980-2004; 2009-2014)
- Bill Lawrence (2004-2006)
- Aaron McCune (2006-2009)

Pianista
- Larry Goddard (1980)
- John Reinhart, Jr. (1980-1982)
- Garry Jones (1982-1994)
- David Brooks (1994-1995)
- Shane Jenkins (1995-1996)
- Randy Mathews (1996-1997)
- Byron Stewart (1997)
- Tim Parton (1997-1999)
- Channing Eleton (1999-2005)
- Josh Simpson (2005-2009)
- Curtis Broadway (2009)
- Roy Webb (2009-2010)
- Bryan Elliott (2010-2018)

### Outros Instrumentistas
- Larry Goddard: Contrabaixo (1980–82)
- David Holloway: Guitarra (1980–82)
- Wayne Hussey: Bateria (1980–82)
- Cary Kirk: Contrabaixo (1980)
- Jeff Easter: Contrabaixo (1982–83)
- Jerry Lloyd: Violão (1982–84,1985–87)
- John Noski: Bateria (1982,1985–89)
- Ken Bennett: Contrabaixo (1982–84)
- Daryll LeCroy: Guitarra e Violão (1984–85)
- Kelly Back: Guitarra (1984–85)
- Olan Witt: Bateria (1983–84)
- Rodney LaShum: Teclados (1983–85)
- Jeff Hullender: Contrabaixo (1984–88)
- Doug Riley: Bateria (1989–2005); Engenharia de áudio (2005)
- Barry Scott: Contrabaixo (1989)
- Mark Fain: Contrabaixo (1989–95)
- Daryll LeCroy: Guitarra e Violão (1987–93)
- Adam Borden: Contrabaixo (1995–2005)
- Daniel Addison: Guitarra e Engenharia de áudio (2008–2009)
- Kevin Albertson: Bateria (2008–2009)
- Taylor Barnes: Contrabaixo (2008–2009)

## Formações
A tabela abaixo esquematiza as formações do grupo de 1980 até os dias de hoje:
| #   | 1º Tenor        | 2º Tenor         | Barítono      | Baixo           | Pianista           | Duração       |
| --- | --------------- | ---------------- | ------------- | --------------- | ------------------ | ------------- |
| 1ª  | Bob Oliver      | Jerry Ritchie    | Ken Trussell  | Dallas Gilliand | Larry Goddard      | 1980          |
| 2ª  | Bob Oliver      | Jerry Ritchie    | Ken Trussell  | Harold McVey    | John Reinhart, Jr. | 1980          |
| 3ª  | Bob Oliver      | Jerry Ritchie    | Ken Trussell  | Tim Riley       | John Reinhart, Jr. | 1980-1982     |
| 4ª  | Brian Free      | Jerry Ritchie    | Ken Trussell  | Tim Riley       | Garry Jones        | 1982-1983     |
| 5ª  | Brian Free      | Bill Crittendon  | Jerry Ritchie | Tim Riley       | Garry Jones        | 1983          |
| 6ª  | Benny Blackburn | Bill Crittendon  | Jerry Ritchie | Tim Riley       | Garry Jones        | 1983-1984     |
| 7ª  | Brian Free      | Ivan Parker      | Jerry Ritchie | Tim Riley       | Garry Jones        | 1984-1985     |
| 8ª  | Brian Free      | Ivan Parker      | Mike LeFevre  | Tim Riley       | Garry Jones        | 1985-1992     |
| 9ª  | Brian Free      | Ivan Parker      | Steve Lacey   | Tim Riley       | Garry Jones        | 1992-1993     |
| 10ª | Jay Parrack     | Steve Lacey      | Mark Trammell | Tim Riley       | Garry Jones        | 1994          |
| 11ª | Jay Parrack     | David Hill       | Mark Trammell | Tim Riley       | David Brooks       | 1994-1995     |
| 12ª | Jay Parrack     | David Hill       | Mark Trammell | Tim Riley       | Shane Jenkins      | 1995          |
| 13ª | Jay Parrack     | Jonathan Wilburn | Mark Trammell | Tim Riley       | Shane Jenkins      | 1995-1996     |
| 14ª | Jay Parrack     | Jonathan Wilburn | Mark Trammell | Tim Riley       | Randy Matthews     | 1996-1997     |
| 15ª | Jay Parrack     | Jonathan Wilburn | Mark Trammell | Tim Riley       | Byron Stewart      | 1997          |
| 16ª | Jay Parrack     | Jonathan Wilburn | Mark Trammell | Tim Riley       | Tim Parton         | 1997-1999     |
| 17ª | Jay Parrack     | Jonathan Wilburn | Mark Trammell | Tim Riley       | Channing Eleton    | 1999-2002     |
| 18ª | Jay Parrack     | Jonathan Wilburn | Daniel Riley  | Tim Riley       | Channing Eleton    | 2002-2004     |
| 19ª | Steve Ladd      | Jonathan Wilburn | Daniel Riley  | Tim Riley       | Channing Eleton    | 2004          |
| 20ª | Steve Ladd      | Jonathan Wilburn | Daniel Riley  | Bill Lawrence   | Channing Eleton    | 2004-2005     |
| 21ª | Steve Ladd      | Jonathan Wilburn | Daniel Riley  | Bill Lawrence   | Josh Simpson       | 2005-2006     |
| 22ª | Steve Ladd      | Jonathan Wilburn | Daniel Riley  | Aaron McCune    | Josh Simpson       | 2006-2008     |
| 23ª | Steve Ladd      | Bruce Taliaferro | Daniel Riley  | Aaron McCune    | Josh Simpson       | 2008-2009     |
| 24ª | Chris Cooper    | Bruce Taliaferro | Daniel Riley  | Tim Riley       | Curtis Broadway    | 2009          |
| 25ª | Joshua Cobb     | Bruce Taliaferro | Daniel Riley  | Tim Riley       | Roy Webb           | 2009-2010     |
| 26ª | Brent Mitchell  | Craig West       | Daniel Riley  | Tim Riley       | Bryan Elliott      | 2010-2011     |
| 27ª | Dan Keeton      | Craig West       | Daniel Riley  | Tim Riley       | Bryan Elliott      | 2011          |
| 28ª | Dan Keeton      | Jerry Pelfrey    | Daniel Riley  | Tim Riley       | Bryan Elliott      | 2011-2013     |
| 29ª | Robert Fulton   | Jerry Pelfrey    | Daniel Riley  | Tim Riley       | Bryan Elliott      | 2013          |
| 30ª | Robert Fulton   | Chip Pullen      | Daniel Riley  | Tim Riley       | Bryan Elliott      | 2013-2014     |
| 31ª | Robert Fulton   | Chip Pullen      | Daniel Riley  | Chris West      | Bryan Elliott      | 2014-2015     |
| 32ª | Thomas Nalley   | Chip Pullen      | Daniel Riley  | Chris West      | Bryan Elliott      | 2015-2016     |
| 33ª | Thomas Nalley   | Scott Brand      | Daniel Riley  | Chris West      | Bryan Elliott      | 2016-2018     |
| 34ª | Thomas Nalley   | Scott Brand      | Daniel Riley  | Chris West      | G.W. Southard      | 2018-2020     |
| 35ª | Thomas Nalley   | Bruce Taliaferro | Daniel Riley  | Chris West      | G.W. Southard      | 2020-Presente |